# 6983 Komatsusakyo
6983 Komatsusakyo (1993 YC) là một tiểu hành tinh nằm phía ngoài của vành đai chính được phát hiện ngày 17 tháng 12 năm 1993 bởi T. Kobayashi ở Oizumi.